# Красноперекопский городской совет
Краснопереко́пский городско́й сове́т (укр. Красноперекопська міська рада, крымскотат. Krasnoperekopsk şeer şurası, Красноперекопск шеэр шурасы) — орган местного самоуправления одноимённой территориальной общины (города Яны Капу) Перекопского района Автономной Республики Крым Украины, до 2023 года также являлся подчинённой совету территорией города республиканского значения Красноперекопск Автономной Республики Крым (согласно позиции Украины; до 1991 года — в составе Крымской области). Орган местного самоуправления муниципального образования — городского округа Красноперекопск Республики Крым Российской Федерации (согласно позиции России, фактически контролирующей Крым). 
Административный центр (месторасположение одноимённого органа власти — горсовета) — город Яны Капу. 

## География
В отличие от территорий других горсоветов Крыма (кроме горсоветов Джанкоя, Керчи, Сак), в состав которых обычно входило значительное число населённых пунктов помимо города-центра, Красноперекопскому горсовету подчинялся лишь город Яны Капу. Поэтому термины «город Яны Капу» (ранее — «город Красноперекопск» и «территория Красноперекопского горсовета» обозначают по сути дела одно и то же (в отличие, например, от Алушты и Алуштинского горсовета).
Со всех сторон территория горсовета была окружена Красноперекопским районом.

## История
В 1966 году с присвоением посёлку статуса города в нём был сформирован городской совет. В 1976 году Красноперекопск стал городом областного значения, что вывело горсовет из состава Красноперекопского района.
В 2014 году, после аннексии Крыма Россией, на месте горсовета был образован городской округ Красноперекопск Республики Крым России.
17 июля 2020 года парламент Украины, не признающей аннексии Крыма Российской Федерацией, принял постановление о новой сети районов в стране, которым предполагается включить территорию горсовета в состав Красноперекопского района (Перекопского), однако решение не вступало в силу до «возвращения Крыма под общую юрисдикцию Украины». 9 сентября 2023 года, несмотря на отсутствие контроля над полуостровом, вступили в силу поправки, которые ввели в действие данное постановление в отношении Крыма.